# Isthmohyla pictipes
Isthmohyla pictipes is een kikker uit de familie boomkikkers (Hylidae). De soort komt voor in Midden-Amerika. De soort werd voor het eerst wetenschappelijk beschreven door Edward Drinker Cope in 1875. Oorspronkelijk werd de wetenschappelijke naam Hyla punctariola pictipes gebruikt.
Bosgebieden in de Cordillera Central en Cordillera de Talamanca in Costa Rica en mogelijk westelijk Panama vormen het leefgebied van deze kikker. De soort wordt aangetroffen op een hoogte van 1930 en 2800 meter boven zeeniveau.
Chytridiomycose en verlies van leefgebied bedreigen de soort.  Isthmohyla pictipes werd twee decennia niet waargenomen nadat de soort in 1994 werd gezien bij het Cuericí Biological Station. Nieuwe waarnemingen van volwassen kikkers en kikkervisjes vonden plaats in de regio van de Cerro de la Muerte bij San Gerardo de Dota (2013-2016) en in eikenbos langs de Río Buena Vista bij het Cuericí Biological Station (2019-2020). Uit andere gebieden zoals de regio van de Cerro Chompipe, een grotendeels onaangetast gebied, is  Isthmohyla pictipes verdwenen. Mogelijk komt de soort wel nog voor in Parque Internacional La Amistad.